# Plateros transpictus
Plateros transpictus är en skalbaggsart som beskrevs av Green 1953. Plateros transpictus ingår i släktet Plateros och familjen rödvingebaggar. Inga underarter finns listade i Catalogue of Life.